# Особистий чемпіонат України зі спідвею
Особистий чемпіонат України зі спідвею — змагання серед найкращих спідвейних гонщиків України. Проводяться з 1961 року.

## Перший особистий чемпіонат України зі спідвею
Перший в історії особистий чемпіонат України з мотоперегонів на гаревій доріжці проходив два дні — 1 та 2 липня 1961 року на рівненському мототреці. У змаганнях брали участь 13 гонщиків з Рівненської, Волинської і Тернопільської областей. Кожен гонщик стартував 4 рази.
1 липня гонку виграв Борис Савойський, набравши 11 пунктів, на 2-3 місцях були Віктор Трофимов та Віталій Шило — по 9 очок.
2 липня перемогу святкував Віктор Трофимов з комплектом — 12 очок, який і став першим чемпіоном України в особистому заліку.
Віталій Шило набрав на 1 очко менше і був другим з сумою 20 очок.
Борис Савойський набрав у другий день лише 7 пунктів, і став третім — 18 очок.
4-е місце зайняв 18-річний Ростислав Шило, молодший брат Віталія Шила.
5-е місце дісталося представнику Волині Петру Фролову (Луцьк).
Крім вищевказаних гонщиків, у перегонах 5-6 липня також виступали:
- Володимир Ульянін (Рівне);
- Володимир Філонюк (Рівне);
- Іван Хорват (Рівне);
- Павло Марцоля (Рівне).

## Призери
| Дата                                        | Місце фіналу            | Переможець                        | Срібна медаль                        | Бронзова медаль                   |
| 01-02.07.1961                               | Рівне                   | Віктор Трофимов (Рівне)           | Віталій Шило (Рівне)                 | Борис Савойський (Рівне)          |
| 11-12.04.1962                               | Рівне                   | Борис Савойський (Рівне)          | Віктор Трофимов (Рівне)              | Панас Ковальчук (Рівне)           |
| 20-21.04.1963                               | Рівне                   | Панас Ковальчук (Рівне)           | Віктор Трофимов (Рівне)              | Віктор Овчинніков (Львів)         |
| 18-19.04.1964                               | Чернівці                | Віктор Трофимов (Рівне)           | Юрій Загладько (Рівне)               | Панас Ковальчук (Рівне)           |
| 20-22.05.1965                               | Рівне                   | Віктор Трофимов (Рівне)           | Леонід Дробязко (Одеса)              | Сергій Лятосинський (Львів)       |
| 28-30.10.1966                               | Рівне                   | Віктор Трофимов (Рівне)           | Леонід Дробязко (Рівне)              | Сергій Лятосинський (Львів)       |
| 21,23.04.1967                               | Рівне                   | Сергій Лятосинський (Львів)       | Віктор Трофимов (Рівне)              | Леонід Дробязко (Рівне)           |
| 21-23.06.1968                               | Рівне                   | Анатолій Раєвський (Рівне)        | Сергій Лятосинський (Львів)          | Євген Міхель (Рівне)              |
| 19-20.07.1969                               | Рівне                   | Віктор Трофимов (Рівне)           | Леонід Дробязко (Львів)              | Григорій Хлиновський (Рівне)      |
| Дата                                        | Місце фіналу            | Переможець                        | Срібна медаль                        | Бронзова медаль                   |
| 19-20.07.1970                               | Донецьк                 | Григорій Хлиновський (Рівне)      | Борис Копилов (Кадіївка)             | Віктор Ведута (Кадіївка)          |
| 25-27.07.1971                               | Донецьк                 | Олег Мішуров (Кадіївка)           | Борис Копилов (Донецьк)              | Олег Дзядик (Львів)               |
| 13-14.05.1972                               | Полтава                 | Олег Дзядик (Червоноград)         | Володимир Рожанчук (Львів)           | Борис Горка (Рівне)               |
| 22-24.06.1973                               | Рівне                   | Борис Копилов (Донецьк)           | Володимир Рожанчук (Рівне)           | Віктор Снєжков (Донецьк)          |
| 21-25.06.1974                               | Червоноград             | Анатолій Миронов (Вознесенськ)    | Володимир Рожанчук (Рівне)           | Василь Мурашко (Рівне)            |
| 16-18.05.1975                               | Червоноград             | Анатолій Миронов (Вознесенськ)    | Василь Мурашко (Рівне)               | Павло Хлиновський (Львів)         |
| ??.06.1976                                  | Червоноград             | Володимир Рожанчук (Рівне)        | Анатолій Миронов (Вознесенськ)       | Олег Дзядик (Червоноград)         |
| 10.04.1977                                  | Червоноград             | Анатолій Миронов (Вознесенськ)    | Анатолій Фролов (Вознесенськ)        | Анатолій Раєвський (Рівне)        |
| ??.08.1978                                  | Червоноград             | Анатолій Фролов (Вознесенськ)     | Володимир Рожанчук (Рівне)           | Анатолій Миронов (Вознесенськ)    |
| 01-03.06.1979                               | Червоноград             | Григорій Хлиновський (Рівне)      | Анатолій Жабчик (Червоноград)        | Віктор Трофимов (Рівне)           |
| Дата                                        | Місце фіналу            | Переможець                        | Срібна медаль                        | Бронзова медаль                   |
| ??.??.1980                                  | Червоноград             | Анатолій Фролов (Вознесенськ)     | Віктор Сурхаєв (Вознесенськ)         | Роман Луцан (Червоноград)         |
| 17.05.1981                                  | Червоноград             | Анатолій Миронов (Червоноград)    | Петро Брицюк (Рівне)                 | Віктор Снєжков (Донецьк)          |
| 25-26.09.1982                               | Червоноград             | Володимир Трофимов (Червоноград)* | Віктор Трофимов (Рівне)              | Олександр Коршаков (Рівне)        |
| 12.06.1983                                  | Червоноград             | Олександр Клімантов (Червоноград) | Анатолій Фролов (Вознесенськ)        | Володимир Трофимов (Червоноград)  |
| 23-24.06.1984                               | Рівне                   | Віктор Кузнєцов (Київ)            | Володимир Трофимов (Рівне)           | Олександр Клімантов (Червоноград) |
| 14-16.06.1985                               | Рівне                   | Віктор Кузнєцов (Київ)            | Анатолій Жабчик (Рівне)              | Віктор Сурхаєв (Рівне)            |
| 24-25.05.1986                               | Севастополь             | Анатолій Жабчик (Рівне)           | Сергій Тершак (Рівне)                | Віктор Снєжков (Донецьк)          |
| 12-14.06.1987                               | Полтава                 | Олександр Костенко (Полтава)      | Бахтіяр Алієв (Полтава)              | Віктор Трофимов (Рівне)           |
| 04.09.1988                                  | Рівне                   | Ігор Звєрєв (Рівне)               | Віктор Пастухов (Львів)              | Володимир Колодій (Львів)         |
| ??.??.1989                                  | Севастополь             | Володимир Трофимов (Рівне)        | Ігор Звєрєв (Рівне)                  | Борис Ігнатов (Севастополь)       |
| Дата                                        | Місце фіналу            | Переможець                        | Срібна медаль                        | Бронзова медаль                   |
| 28.10.1990                                  | Севастополь             | Флюр Калімуллін (Львів)           | Олександр Лятосинський (Львів)       | Олександр Клімантов (Червоноград) |
| 29.09.1991                                  | Червоноград             | Володимир Колодій (Рівне)         | Ігор Єпіфанов (Червоноград)          | Борис Ігнатов (Рівне)             |
| 21.06.1992                                  | Червоноград             | Володимир Трофимов (Рівне)        | Сергій Тершак (Рівне)                | Олександр Лятосинський (Львів)    |
| 16.05.1993 20.06.1993 25.07.1993            | Рівне Львів Червоноград | Володимир Колодій (Львів)*        | Олександр Лятосинський (Львів)       | Ігор Марко (Рівне)                |
| ??.??.1994                                  | Червоноград             | Володимир Колодій (Рівне)         | Ігор Марко (Рівне)                   | Ігор Борисенко (Львів)            |
| 21.05.1995 24.06.1995                       | Рівне Львів             | Володимир Колодій (Рівне)         | Ігор Марко (Рівне)                   | Олександр Лятосинський (Львів)    |
| 20.07.1996                                  | Рівне                   | Ігор Марко (Червоноград)          | Володимир Трофимов (Рівне)           | Олександр Лятосинський (Львів)    |
| 21.09.1997                                  | Рівне                   | Олександр Лятосинський (Львів)    | Володимир Трофимов (Рівне)           | Володимир Колодій (Рівне)         |
| 18.10.1998                                  | Рівне                   | Олександр Лятосинський (Львів)    | Володимир Трофимов (Рівне)           | Володимир Колодій (Рівне)         |
| 1999                                        | Чемпіонат не проводився | Чемпіонат не проводився           | Чемпіонат не проводився              | Чемпіонат не проводився           |
| Дата                                        | Місце фіналу            | Переможець                        | Срібна медаль                        | Бронзова медаль                   |
| 2000                                        | Чемпіонат не проводився | Чемпіонат не проводився           | Чемпіонат не проводився              | Чемпіонат не проводився           |
| 14.10.2001                                  | Львів                   | Ігор Марко (Червоноград)          | Олександр Лятосинський (Львів)       | Ігор Борисенко (Львів)            |
| 28.04.2002 24.08.2002 15.09.2002            | Львів Рівне Львів       | Олександр Лятосинський (Львів)    | Ігор Марко (Червоноград)             | Ігор Борисенко (Львів)            |
| 15.06.2003 13.07.2003 17.08.2003            | Червоноград Рівне Львів | Олександр Лятосинський (Львів)    | Ігор Борисенко (Львів)               | Петро Федик (Червоноград)         |
| 10.07.2004 03.10.2004                       | Червоноград Рівне       | Володимир Трофимов (Рівне)        | Олег Немчук (Рівне)                  | Олександр Бородай (Рівне)         |
| 31.07.2005                                  | Рівне                   | Андрій Карпов (Червоноград)       | Сергій Сенько (Львів)                | Олег Немчук (Рівне)               |
| 16.08.2006                                  | Червоноград             | Ігор Марко (Рівне)                | Андрій Карпов (Червоноград)          | Олександр Бородай (Рівне)         |
| 21.04.2007 27.07.2007                       | Рівне Червоноград       | Ярослав Полюхович (Рівне)         | Володимир Тейгел (Червоноград)       | Андрій Карпов (Червоноград)       |
| 17.05.2008                                  | Червоноград             | Олександр Локтаєв (Червоноград)   | Олександр Бородай (Червоноград)*     | Ярослав Полюхович (Рівне)         |
| 11-12.09.2009                               | Рівне                   | Андрій Карпов (Червоноград)       | Володимир Дубінін (Львів)            | Кирило Цуканов (Львів)            |
| Дата                                        | Місце фіналу            | Переможець                        | Срібна медаль                        | Бронзова медаль                   |
| 15.04.2010 16.04.2010 29.04.2010            | Червоноград Львів Рівне | Олександр Бородай (Рівне)         | Олександр Локтаєв (Червоноград)      | Володимир Дубінін (Львів)         |
| 21.04.2011                                  | Червоноград             | Кирило Цуканов (Львів)            | Олександр Локтаєв (Червоноград)      | Андрій Кобрин (Червоноград)       |
| 18.04.2012                                  | Червоноград             | Олександр Локтаєв (Червоноград)   | Андрій Карпов (Червоноград)          | Кирило Цуканов (Львів)            |
| 14.04.2013                                  | Вознесенськ             | Андрій Кобрин (Червоноград)       | Володимир Трофимов (Рівне)           | Олександр Бородай (Рівне)         |
| 2014                                        | Чемпіонат не проводився | Чемпіонат не проводився           | Чемпіонат не проводився              | Чемпіонат не проводився           |
| 11.10.2015                                  | Рівне                   | Віктор Трофимов-мол (Рівне)       | Станіслав Мельничук (Рівне)          | Віталій Лисак (Рівне)             |
| 03.05.2016 04.05.2016                       | Рівне Червоноград       | Станіслав Мельничук (Рівне)       | Дмитро Мостовик (Червоноград)        | Віталій Лисак (Рівне)             |
| 18.04.2017 08.10.2017                       | Червоноград Рівне       | Станіслав Мельничук (Рівне)       | Дмитро Мостовик (Червоноград)        | Андрій Кобрин (Червоноград)       |
| 2018                                        | Чемпіонат не проводився | Чемпіонат не проводився           | Чемпіонат не проводився              | Чемпіонат не проводився           |
| 20.04.2019                                  | Рівне                   | Олександр Локтаєв (Червоноград)   | Андрій Карпов (Червоноград)          | Андрій Кобрин (Червоноград)       |
| Дата                                        | Місце фіналу            | Переможець                        | Срібна медаль                        | Бронзова медаль                   |
| 2020                                        | Чемпіонат не проводився | Чемпіонат не проводився           | Чемпіонат не проводився              | Чемпіонат не проводився           |
| 21.08.2021                                  | Рівне                   | Олександр Локтаєв (Червоноград)   | Віктор Трофимов-мол (Рівне) (Польща) | Віталій Лисак (Рівне)             |
| 2022                                        | Чемпіонат не проводився | Чемпіонат не проводився           | Чемпіонат не проводився              | Чемпіонат не проводився           |
| 14.05.2023 25.06.2023 17.09.2023            | Рівне                   | Роман Капустін (Рівне)            | Віталій Лисак (Рівне)                | Назар Федорчук (Рівне)            |
| 18.05.2024 01.06.2024 14.07.2024 22.09.2024 | Рівне Червоноград Рівне | Роман Капустін (Рівне)            | Володимир Зламан (Рівне)             | Станіслав Огороднік (Клевань)     |

* — гонщик представляв інше місто

## Медальний залік
| Місце | Країна      | Золото | Срібло | Бронза | Загалом |
| ----- | ----------- | ------ | ------ | ------ | ------- |
| 1     | Рівне       | 26     | 28     | 26     | 80      |
| 2     | Червоноград | 13     | 14     | 10     | 37      |
| 3     | Львів       | 9      | 9      | 16     | 34      |
| 4     | Вознесенськ | 5      | 4      | 1      | 10      |
| 5     | Київ        | 2      | 0      | 0      | 2       |
| 6     | Донецьк     | 1      | 1      | 3      | 5       |
| 7     | Кадіївка    | 1      | 1      | 1      | 3       |
| 8     | Полтава     | 1      | 1      | 0      | 2       |
| 9     | Севастополь | 0      | 0      | 1      | 1       |